# Johann Bertolf († 1510)
Johann Bertolf (* vor 1462 in Aachen; † 12. Mai 1510 ebenda) war Schöffe und Bürgermeister der Reichsstadt Aachen.

## Leben und Wirken
Der Sohn des Bürgermeisters Martin Bertolf und der Odilie von der Heyden folgte seinem Vater in das Schöffenkollegium, wo er als solcher erstmals 1462 erwähnt wurde. In den Jahren 1463, 1465, 1471, 1475, 1480, 1494, 1495, und 1499 wurde Johann Bertolf zum Bürgermeister der Freien Reichsstadt Aachen gewählt, wobei er 1495 als abgestandener Bürgermeister für einen ausgefallen und namentlich nicht bekannten Amtsinhaber eingesprungen war. Bereits ab 1478 wurde er zum Schöffenmeister befördert und ab dem Jahr 1488 als Provisor mehrerer karitativer Einrichtungen eingesetzt, beispielsweise des Hospitals am Radermarkt. Darüber hinaus wurde Bertolf mehrfach für die Stadt Aachen als Delegationsleiter zu wichtigen Konsultationen entsendet, so unter anderem 1495 zum Reichstag nach Worms.
Johann Bertolf war in erster Ehe verheiratet mit Jutta Gerechte, genannt von der Wee, mit der er keine Kinder hatte. Nach ihrem frühen Tod im Jahr 1474 heiratete er Nese (Agnes) Polleyn von Kettenis, die das Gut Belven mit in die Ehe brachte, welches dann bis in das späte 17. Jahrhundert in Familienbesitz verblieb. Mit ihr hatte Johann Bertolf zahlreiche Nachkommen, die dann benannt nach dem Stammsitz das Adelsgeschlecht der  Bertolf von Belven begründeten. Schließlich war Johann Bertolf in dritter Ehe noch mit Maria Wolff verheiratet, der Tochter des Bürgermeisters Peter Wolff, mit der er zwei Töchter bekam.
Johann Bertolf erbte von seinem Vater die Ländereien bei Hergenrath, weswegen er in manchen Listen auch als Johann Bertolf von Hergenrath bezeichnet wird. Die Ländereien übertrug er 1462 seinem Halbbruder Jakob Bertolf. Darüber hinaus erwarb Johann um 1476 das Waldenburghaus bei Kettenis, welches bis 1626 in Familienbesitz blieb, sowie das Schloss Libermé.